# Anapistula zhengi
Espèce
Anapistula zhengi est une espèce d'araignées aranéomorphes de la famille des Symphytognathidae.

## Distribution
Cette espèce est endémique du Yunnan en Chine,. Elle se rencontre dans le xian de Mengla.

## Étymologie
Cette espèce est nommée en l'honneur de Guo Zheng.

## Publication originale
- Lin, Tao & Li, 2013 : Two new species of the genus Anapistula (Araneae, Symphytognathidae) from southern China. Acta Zootaxonomica Sinica, vol. 38, no 1, p. 53-58.